# Kap Howard
Kap Howard ist ein hoch aufragendes, abgeflachtes und verschneites Kap an der Black-Küste des Palmerlands auf der Antarktischen Halbinsel. Es liegt am Ende der Snyder-Halbinsel, die das Lamplugh Inlet vom Odom Inlet trennt.
Teilnehmer der United States Antarctic Service Expedition (1939–1941) entdeckten die Landspitze im Jahr 1940. Das Advisory Committee on Antarctic Names benannte es nach August Howard (1910–1989), Gründer der American Polar Society und Herausgeber des Fachmagazins der Gesellschaft, der Polar Times.